# Ернест-Валлон (стадіон)
Ернест-Валлон (фр. Stade Ernest-Wallon), або Стад де Септ-Дені (фр. Stade des Sept Deniers)  — багатофункціональний стадіон, розташований в Тулузі, в поблизу Бланьяк у Франції. На даний момент на стадіоні розігруються домашні матчі клубу Тулуза. 

## Назва
Стадіон Ернест-Валлон було названо на честь Ернеста Валлон, президента Олімпійського стадіону студентів Тулузи (фр. Stade olympien des étudiants de Toulouse), скорочено ОССТ (фр. Soet) і професора юридичного факультету Тулузи, який брав участь в створенні стадіону Стад де Пон Жюмо в Тулузі.

## Історія
Будова стадіону розпочалася в 1978 році і була завершена в 1982. Урочисте відкриття відбулося 4 грудня 1983 при зустрічі збірної Франція зі збірною Румунії, на якій переможцем стала Франція (26:15). 
З часу відкриття стадіону, покращено прийом уболівальників та спонсорів, збільшено пропускну спроможність, пристосовано стадіон до відповідних, майже драконських стандартів.
У 2015 та 2016 роках, фінали Про Д2 та Топ 14 пройдуть на цьому ж стадіоні.
24 серпня 2016 року він став першим регбійським стадіон, який 100% пов'язаний з Європою.

Інтер'єр стадіону Ернест-Валлон